# イワン・レーゲン
イワン・レーゲン（Ivan Regen、Janez Regen、Johann Regen 、1868年12月9日 – 1947年7月27日）はスロベニアの生物学者であり、生物音響学の分野での研究が知られている。

## 生涯
レーゲンはトラタ（Trata）のLajšeという集落（現在はスロベニアの地域）で生まれ 、子供の頃に昆虫の鳴き声に興味を持つようになった。家族はレーゲンの学校教育にお金を出す余裕がなかったので、初めは奨学金を受け取って地元の神学校で勉強し、ウィーンに出た後は、ゆっくりと資金を使いながら授業を受けた。そこではカール・グロベンやジークムント・エクスナー、カール・フリードリヒ・ヴィルヘルム・クラウスの指導の下、ウィーン大学で博物学を学んだ。1897年に博士号を取得し、最初はウィーンで、後にフラニツェ・ナ・モラヴィエ（モラヴィア）でギムナジウムの教授として勤め始めた。後にエクスナーからの推薦を受けてウィーンのギムナジウムに戻ることとなり、1918年まで教授を務めた。

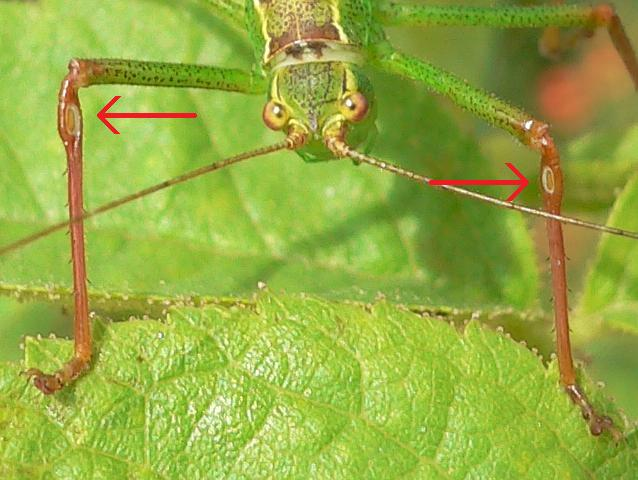
キリギリス科）の場合、鼓膜は前脚脛節に位置する。

ウィーンのギムナジウムでは動物の生理学の研究を開始。第一次世界大戦後に国外で活動した最初のスロヴェニア人科学者となった。とりわけキリギリスやコオロギ（Cricket (insect)）の縞模様を観察することで、昆虫が他の個体からの音の刺激に反応することを証明し、拡声器を用いる人工刺激に反応するよう被験体を刺激できるようになった。その後、昆虫の聴覚が無傷の鼓膜器官に依存することも証明し、この器官の機能に関する最初の記述を残した。この貢献により、レーゲンは現代の生物音響学（bioacoustics）の創始者とみなされている。また、この他にも昆虫の呼吸、冬眠、様々な条件下での色素の発達、脱皮などの生理現象についても研究した。
レーゲンが生涯で行った最大の事業は、いわゆる「地球生物学研究所（geobiological laboratory）」であり、テラリウムにてフォノタクシス（phonotaxis）を大規模に研究した。聴覚器官に異常のない、ないしは損傷を受けた1,600頭ものメスを用いて、その行動を統計的に評価することに成功した。
1911年以降は個人で研究をしていたが、スロヴェニアとの交流は続け、複数の地方学会や文化施設を支援し、スロヴェニア語の研究分野における専門用語を確立させた。1921年には、リュブリャナ大学の教授になるよう招聘されたが、辞退した。1940年、スロベニア科学芸術アカデミーの準会員となり、スロベニア自然史学会（Slovenian society of natural history）の名誉会員にもなった。